# Mortification
Mortification e un grup de metal creștin din Australia. Întemeiată în 1990, din membri grupului Lightforce a anilor 1980, ea are ca membri pe Steve Rowe, Cameron Hall și Jayson Sherlock. Mortification e grupul întemeietor al familiei de genuri numite "metal creștin" sau "white metal". Cântecul 'Scrolls Of The Megilloth' e unul dintre cele mai reușite în materie de death metal. La vremea respectivă, ideea de a combina credința creștină cu duritatea muzicii era o noutate. În general, grupurile mai noi de metal creștin s-au inspirat de la Mortification.